# Pierrette Adams
Pierrette Adams, surnommée « Mère Z », est une chanteuse congolaise née le 5 mai 1962 à Pointe-Noire au Congo. Elle a fait l'essentiel de sa carrière à Abidjan, en Côte d'Ivoire.

## Biographie
Pierrette Adams est native de Pointe-Noire au Congo. Elle a été hôtesse de l'air de la défunte compagnie panafricaine Air Afrique,
En 1994, aidée par son entourage et Boncana Maïga, arrangeur d'Africando, elle raconte en chanson les malheurs d'un jeune garçon maltraité par ses proches. Le titre Journal intime connaît un réel succès.
Elle a publié sept albums dont un best of, un DVD intitulé 10 ans de Carrière, un double DVD intitulé Coma Profond inclut le duo avec Alpha Blondy et le groupe « Les Caterpillars ». À travers le continent et même au-delà, ses œuvres rencontrent un succès certain.

## Palmarès
- Grand Prix de la Fondation Children of Africa, 2014 [1]
- Djembé d'Or 5, décerné à « Anesthésie », pour sa contribution de qualité au rayonnement de la culture, 2004[1]
- Ambassadrice du Pnud (Programme des Nations unies pour le développement) Côte d'Ivoire, pour son engagement dans la lutte contre la pauvreté et son action en faveur de la paix, 2001[1]

## Discographie
- 1994 : Journal Intime (Sonodisc)Journal Intime, le 1er album de Pierrette Adams est sorti le 19 février 1994. Cet album a été produit à la suite de la visualisation d'une émission sur les enfants battus.

1. "Mpossa Ya Chéri"
2. "Papouche"
3. "Mohamed"
4. "Lache Moi Le Mental"
5. "Journal Intime"
6. "Chance Ya Moninga

- 1996 : Mal de Mère (Sonodisc)Mal de Mère, le 2e album de Pierrette Adams, est sorti le 14 décembre 1996.

1. "Denis"
2. "Ngandempa"
3. "Dernier Voyage"
4. "Faux Problèmes"
5. "Catterpillars"
6. "Yélé"
7. "Qui Perd Gagne"
8. "Bokola Bana Ya Mbanda"

- 1999 : Je Vous Salue Maris (Sonodisc)Je Vous Salue Maris, le 3e album de Pierrette Adams, est sorti le 9 septembre 1999.

1. "Je Te Jure"
2. "Mama Elisa"
3. "Ecole De La Vie"
4. "Malé"
5. "Je Vous Salue Maris"
6. "Notre Histoire"
7. "Chéri Lou"
8. "Pourquoi ?"
9. "Don De Dieu"
10. "C'est Pareil"

- 2000 : AbsolumentAbsolument, le 4e album de Pierrette Adams, est sorti le 1er décembre 2000

1. "Mama Z'Allumettes"
2. "Na Bebi"
3. "Absolument"
4. "Feelin' (Feat Koffi Olomide)"
5. "T'aimer"
6. "Les Etrangers"
7. "Emmene-Moi"
8. "Grace A"
9. "La Colère De Dieu (Feat. Meiway)"
10. "Titino"

- 2003 : AnesthésieAnesthésie, le 5e album de Pierrette Adams, est sorti le 9 juin 2003.

1. "Kulu"
2. "Anesthésie"
3. "Kimia"
4. "Mon Cri D'amour"
5. "Onction"
6. "Malembé"
7. "Unité"
8. "Même Si"
9. "Pardonnez"
10. "Tu vois"

- 2004 : Best Of 10 Ans + Inédit "Nasuba"

1. Nasuba
2. Notre Histoire
3. Mama Z'allumettes
4. Feelin
5. T'aimer
6. Catterpillars
7. Absolument
8. Emmene-Moi
9. Journal Intime
10. Je Vous Salue Maris
11. Malé
12. Titino
13. N'gandempa
14. Colère de Dieu

- 2007 : Coma Profond (Xpol Music)Coma Profond, le 6e album de Pierrette Adams, est sorti le 10 mars 2007

1. "Baby"
2. "Pierrecité"
3. "Mama Africa"
4. "Laetitia"
5. "Coma Profond"
6. "Children Of Paradise (Feat Alpha Blondy)"
7. "Dans Tes Bras"
8. "Magnew"
9. "Le Prix"
10. "Reine Mère"
11. "Lève-Toi et Marche"
12. "Mère Thérésa"

- 2012 : 7e Jour (PAD Prod, Rue Stendhal)7e Jour, le 7e album de Pierrette Adams, est sorti le 21 juillet 2012 en édition africaine et le 15 janvier 2013 en édition internationale. Seule la disposition des titres et le packaging change un peu.

1. Mere Z
2. Mon Paradis c'est toi
3. Kapwepwe
4. Menu
5. 7e Jour
6. Pas Possible Mati
7. Quelle Affaire ?
8. Fétiche Mpongo
9. Monama Elima
10. Une Chanson D'amour
11. Massikini

## Tournées
- The African Tour - Mars/Octobre 1995
- Je Vous Salue Maris Tour - Novembre 1999/Juillet 2000
- Déchirage Tour - Janvier 2001/ Avril 2002
- Anesthésie Tour : Dechirage Act 2 - Fevrier / Novembre 2004
- The Ones Tour - Septembre/Novembre 2006
- Pierrecité Tour  - Janvier / Aout 2008
- 7e Tour - Avril/Septembre 2013
- Mon Paradis c'est vous Tour - Novembre 2013
- FEMUA 2014 3,5 avril 2014
- Miss Afrique International Europe 2014 - Mai/Juillet 2014
- Concert Pour La Paix avec Alpha Blondy ; 15 mars 2015 à Abidjan

### Collaborations ou Featuring
- Savoir (avec Magic System, Barbara Kanam, Didier Awadi...)
- Séchez Vos Larmes (avec Alpha Blondy)
- Ta Femme (avec Ousmane Seck)